# Берге Вјелнав
Берге Вјелнав (фр. Bergouey-Viellenave) насеље је и општина у југозападној Француској у региону Аквитанија, у департману Атлантски Пиринеји која припада префектури Бајон.
По подацима из 2011. године у општини је живело 130 становника, а густина насељености је износила 11,43 становника/km². Општина се простире на површини од 11 km². Налази се на средњој надморској висини од 73 метара (максималној 166 m, а минималној 14 m).

## Демографија
| 1962. | 1968. | 1975. | 1982. | 1990. | 1999. | 2011. |
| ----- | ----- | ----- | ----- | ----- | ----- | ----- |
| 193   | 151   | 137   | 146   | 120   | 112   | 130   |

График промене броја становника у току последњих година